# Charles Cooley
Charles Horton Cooley (Ann Arbor, Michigan, 1864 - 1929) fue un sociólogo estadounidense e hijo de Thomas M. Cooley, Juez del Tribunal Supremo de Míchigan. Estudio y enseñó economía y sociología en la Universidad de Míchigan, además de ser un fundador de la American Sociological Association en 1905 y se convirtió en su octavo presidente en 1918.

## Vida
El joven Cooley, de salud delicada y carácter tímido, descubrió muy pronto los placeres de la lectura. Desde los 18 años hasta el final de su vida llevó un diario al que confiaba sus ambiciones y preocupaciones, las reacciones que provocaban en él los libros que leía, sus comentarios sobre el mundo que lo rodeaba y los primeros esbozos de ideas que posteriormente desarrollaría en sus obras sociológicas. Este diario fue la fuente de las reflexiones que constituyen su último libro, Life and the student' (1927). Cooley cursó sus primeros estudios en la Universidad de Míchigan donde luego logró vincularse en un trabajo como secretario de su padre. Durante este tiempo centralizó su atención en la gran importancia que tenían las redes de comunicación modernas en la sociedad. En 1892 enseñó Economía política en la Universidad de Míchigan.
Emerson, Goethe y Thoreau fueron sus primeros mentores. De Emerson extrajo inspiración moral y amor a la democracia, de Goethe la idea de que la propia vida debe ser una obra de arte y de Thoreau el gusto por la vida sencilla y la propensión y al inconformismo. Su deuda con la sociología alemana del siglo XIX resulta desconocida, quizás por la costumbre de la época de no citar los antecedentes bibliográficos, y apenas se ha investigado en EE. UU, a pesar de que Cooley mismo anotó que debía las bases de su pensamiento socio-comunicativo al sociólogo alemán Albert Schäffle.

### Aportaciones
No sería justo tildar a Cooley de sociólogo de "sillón". Hay que admitir que tomó mucho de los grandes observadores de la vida, como Goethe y Bryce; que su labor de investigación sistemática fue escasa y que no preparó a sus alumnos para ser investigadores en el sentido tradicional. Pero realmente había en él una predisposición empírica. Cooley desconfiaba de la medición en la sociología[cita requerida].

## Filosofía social
Charles Cooley mezclaba sus aspiraciones a la democracia con el análisis sociológico, poseía gran confianza en la integridad moral del hombre medio y creía que había una afinidad natural entre democracia y el arte. Detrás de su sociología y en relación con ella puede hallarse una filosofía social
.
Aunque solo de forma incidental se consideraba crítico social, las oposiciones de Cooley al mundo que le rodeaba están notoriamente expuestas en sus obras; creía con amplia firmeza en los procesos diversificados para apoyar la organización monolítica y estaba convencido de la necesidad de guía y control para creer en el anarquismo. 

## Concepción de la estructura social
La sociedad es un complejo mental ligado por la comunicación, Cooley desplazó su atención de la persona a la estructura social, no dejando de lado la estructura mental. Para Cooley, la mente social se desarrolla en la intimidad del grupo primario como la familia, grupo de juego de niños, el vecindario y la comunidad local; de esta experiencia las personas reciben su orientación fundamental en la vida, y la sociedad su modelo para una vida integrada.

## Teoría del "yo espejo"
La teoría del "yo espejo" es sin duda el concepto más famoso de Cooley, ampliamente conocido y aceptado por psicólogos y sociólogos de hoy en día. Es una ampliación de la idea de William James de incluir la capacidad de reflejo en el comportamiento. La visión que tiene otra gente de nosotros construye, cambia y mantiene nuestra propia imagen de nosotros mismos; habiendo aquí una interacción entre como nos vemos nosotros mismos y como nos ven los demás. A través de estas interacciones, las personas desarrollan una idea sobre quienes son. Argumenta que cuando sentimos vergüenza u orgullo, se debe a cómo creemos que los demás nos están viendo. También menciona que no siempre percibimos la impresión ajena de manera correcta.
En esta teoría se dan tres etapas:
1. El sujeto imagina cómo lo ve otra persona.
2. El sujeto se imagina cómo lo juzga otra persona.
3. El sujeto siente orgullo, felicidad, culpabilidad o pena[8]